# The International (Dota 2)
The International – coroczne mistrzostwa świata w grę komputerową Dota 2, którym producentem jest firma Valve Corporation. The International odbyło się po raz pierwszy w 2011 na gamescom w Kolonii. Turniej składa się z 20 drużyn, 12 z nich otrzymuje bezpośrednie zaproszenie na podstawie wyników z serii turniejów zwanych Dota Pro Circuit, sześć drużyn walczy w regionalnych eliminacjach, po jednym z Ameryki Północnej, Ameryki Południowej, Azji Południowo-Wschodniej, Chin, Europy, regionu Wspólnoty Niepodległych Państw i pozostałe dwie drużyny w turnieju ostatniej szansy, w którym udział biorą po dwie drużyny z każdego powyżej wymienionego regionu. Aktualnym mistrzem jest europejska drużyna Tundra Esports, natomiast drużyna OG pozostaje jedyną, która wygrała The International więcej niż jeden raz.

## Zwycięzcy
| Rok  | Mistrz                              | Pula nagród                         | Data                     | Miejsce                                             |
| ---- | ----------------------------------- | ----------------------------------- | ------------------------ | --------------------------------------------------- |
| 2011 | Natus Vincere                       | $1,600,000                          | 17-21 sierpnia           | Koelnmesse, Kolonia                                 |
| 2012 | Invictus Gaming                     | $1,600,000                          | 26 sierpnia - 2 września | Benaroya Hall, Seattle                              |
| 2013 | Alliance                            | $2,874,380                          | 2-11 sierpnia            | Benaroya Hall, Seattle                              |
| 2014 | Newbee                              | $10,923,977                         | 8-21 lipca               | KeyArena, Seattle                                   |
| 2015 | Evil Geniuses                       | $18,429,613                         | 27 lipca - 8 sierpnia    | KeyArena, Seattle                                   |
| 2016 | Wings Gaming                        | $20,770,460                         | 2-13 sierpnia            | KeyArena, Seattle                                   |
| 2017 | Team Liquid                         | $24,787,916                         | 2-12 sierpnia            | KeyArena, Seattle                                   |
| 2018 | OG                                  | $25,532,177                         | 15-25 sierpnia           | Rogers Arena, Vancouver                             |
| 2019 | OG                                  | $34,330,068                         | 15-25 sierpnia           | Mercedes-Benz Arena Shanghai, Szanghaj              |
| 2020 | Odwołany z powodu Pandemii COVID-19 | Odwołany z powodu Pandemii COVID-19 | 18-23 sierpnia           | Avicii Arena, Sztokholm                             |
| 2021 | Team Spirit                         | $40,018,195                         | 7-17 października        | Arena Narodowa, Bukareszt                           |
| 2022 | Tundra Esports                      | $18,930,775                         | 15-30 października       | Suntec Singapore Singapore Indoor Stadium, Singapur |